# Unione Sportiva Pro Vercelli 1960-1961
Questa voce raccoglie le informazioni riguardanti l'Unione Sportiva Pro Vercelli nelle competizioni ufficiali della stagione 1960-1961.

## Rosa
| N. |                   | Ruolo | Calciatore          |
| -- | ----------------- | ----- | ------------------- |
|    | Italia (bandiera) | C     | Roberto Albertaro   |
|    | Italia (bandiera) | D     | Bruno Bosio         |
|    | Italia (bandiera) | A     | Alessandro Bozzetti |
|    | Italia (bandiera) | C     | Piero Ciocchetti    |
|    | Italia (bandiera) | D     | Francesco Dappiano  |
|    | Italia (bandiera) | A     | Giuseppe Dappiano   |
|    | Italia (bandiera) | P     | Antonio De Jaco     |
|    | Italia (bandiera) | A     | Franco Gamba        |
|    | Italia (bandiera) |       | Greppi              |
|    | Italia (bandiera) | D     | Carlo Guala         |
|    | Italia (bandiera) |       | Lazzaroni           |
|    | Italia (bandiera) |       | Lodigiani           |
|    | Italia (bandiera) | A     | Enrico Loranzi      |

| N. |                   | Ruolo | Calciatore               |
| -- | ----------------- | ----- | ------------------------ |
|    | Italia (bandiera) | A     | Giuseppe Marchioro       |
|    | Italia (bandiera) | D     | Franco Nicolini          |
|    | Italia (bandiera) | P     | Natale Nobili            |
|    | Italia (bandiera) | D     | Franco Pedroni           |
|    | Italia (bandiera) | D     | Giuseppe Peretta         |
|    | Italia (bandiera) | D     | Giovan Battista Pirovano |
|    | Italia (bandiera) |       | Roncarolo                |
|    | Italia (bandiera) | C     | Franco Russi             |
|    | Italia (bandiera) | C     | Pio Somacco              |
|    | Italia (bandiera) | C     | Angelo Spanio            |
|    | Italia (bandiera) | C     | Franco Tarchetti         |
|    | Italia (bandiera) | D     | Luciano Vellano          |